# Kristinestads kyrkliga samfällighet
Kristinestads kyrkliga samfällighet är en kyrklig samfällighet i Kristinestad i det finländska landskapet Österbotten. Samfälligheten grundades 1981 och den består av Kristinestads svenska församling och Kristinestads finska församling. 
Kristinestads kyrkliga samfällighet har hand om bland annat begravningstjänster, ekonomitjänster och fastighetstjänster. Samfälligheten har en svensk majoritet och den tillhör Borgå stift.